# Клей ПВА
Клей ПВА — клей на основі емульсії полівінілацетату. Один з найпоширеніших клеїв серед вододисперсних і серед усіх термопластичних клеїв.

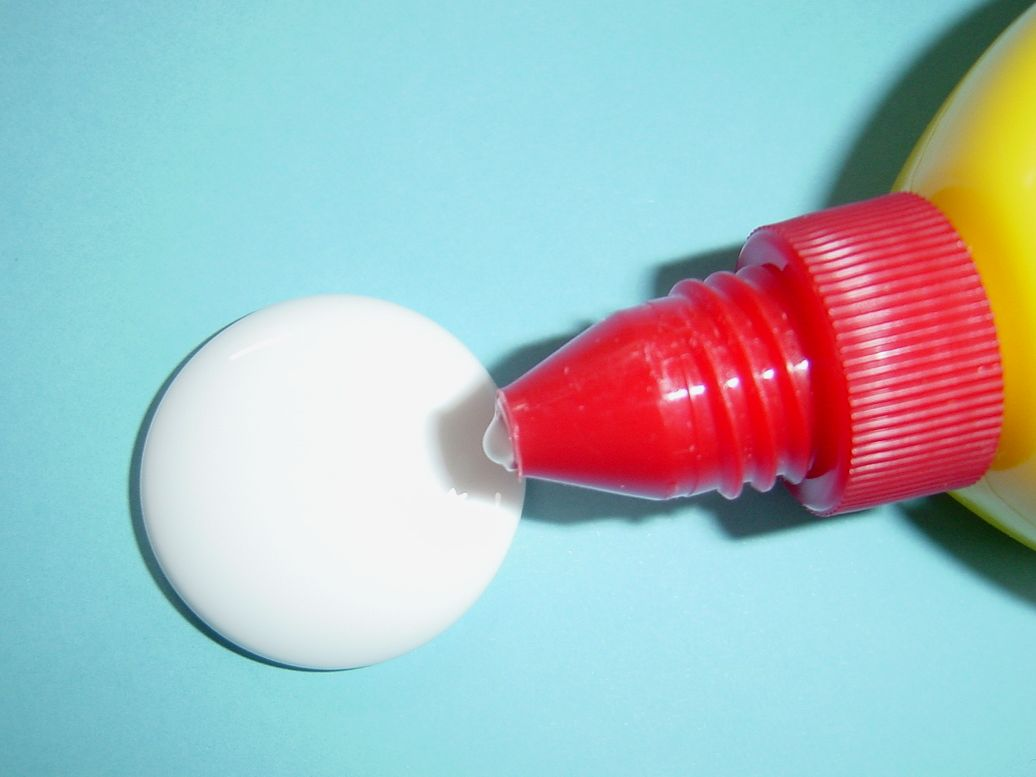
Клей ПВА

Клеї на основі дисперсій полівінілацетату належать до термопластичних клеїв і є нетоксичними.

## Склад
Клеї ПВА у своєму складі найчастіше містять: полівінілацетат, емульгатор (найчастіше полівініловий спирт), пластифікатор (дибутилфталат, дибутилсебаціанат) і дисперсійне середовище — воду.
Оскільки полівінілацетат (ПВА) і полівініловий спирт містять
сильно полярні групи (С(О)СН3,–ОН), то когезійна міцність для структурованих і неструктурованих термопластичних клеїв на основі ПВА буде характеризуватися як всіма видами міжмолекулярної взаємодії між макромолекулами полівінілацетату і полівінілового спирту, так і утворенням між ними водневих зв'язків.

## Склеювання
При склеюванні деревини процес проходить в три стадії:
- на першій стадії частково випаровується вода, адсорбується дисперсійне середовище і емульгатор (що також сприяє відведенню води з клейового з'єднання), і як наслідок — відбувається зближення глобул між собою.
- на другій стадії — глобули вступають в тісний контакт і відбувається їхня деформація. Вода з тимчасовим пластифікатором витісняється з міжглобульного простору, і, у міру видалення води, відбувається руйнування плівки з емульгатора — полімер у великій кількості розпочинає адсорбуватися на субстраті займаючи місця, що попередньо були зайняті дисперсійним середовищем (водою).
- на третій стадії, коли вже видалено основну частку води дисперсійного середовища з клейового шару, розм'якшені глобули, злипаючись, утворюють монолітну плівку. Проходить взаємодія полімеру і емульгатора внаслідок якої на субстраті відбувається заміна емульгатора на полімер.[3] Процес злипання проходить за допомогою процесу автогезії.[4]

Завдяки пластифікатору в дисперсійному середовищі полівініловий спирт і полівінілацетат набухають, глобули на їх основі м'якнуть і можуть з'єднуватись між собою з утворенням монолітного, еластичного клейового з'єднання.

## Переваги і недоліки
Переваги клею:
- клейові з'єднання мають хорошу еластичність;
- клейові з'єднання добре витримують ударні навантаження;
- при висиханні стає прозорим;
- нетоксичний.

Недоліки:
- клей має низьку водостійкість. Це пов'язано з гідрофільністю полівінілового спирту. Полівініловий спирт відіграє роль емульгатора — запобігає передчасному злиттю глобул ПВА. Те, що полівініловий спирт знаходиться в клеї у вільному стані (в різних дисперсіях може знаходитись до 7 %) — це істотно впливає на зниження водостійкості такої суміші.
- низька теплостійкість клейового шва. Це пов'язано з низькою теплостійкістю полімеру-основи. При 40 °C починається розм'якшення полімеру, а при 65-70°C — він переходить у в'язкотекучий стан.
- повзучість клейового з'єднання при постійному навантажені.

Для покращення властивостей клеї модифікують або під час виготовлення дисперсій, або при змішуванні дисперсії і олігомеру у вже готовому вигляді. Метою модифікацій є підвищення водостійкості і теплостійкості клейових з'єднань.

## Модифікація ПВАД
Полівінілацетатні дисперсії (ПВАД) модифікують епоксидними, карбамідними і фенольними смолами, акрилатами, алкідними смолами, латексами.
Найкраще суміщення з ПВА дисперсіями мають карбамідо-формальдегідні смоли. Їх можна змішувати між собою в будь-яких пропорціях, що дає змогу отримувати клеї з різноманітними технологічними і експлуатаційними властивостями. При додаванні до ПВАД карбамідо-формальдегідної смоли полівініловий спирт взаємодіє з метилольними групами моно- і диметилолкарбаміду, з вільним формальдегідом та з іншими високомолекулярними продуктами конденсації карбаміду з формальдегідом, в результаті чого утворюються зшивки з виділенням води, яка відводиться з клейового з'єднання разом з дисперсійним середовищем. Такі клейові з'єднання вирізняються підвищеною водостійкістю. Для проходження такої реакції необхідний кислий затверджувач і нагрівання. При кімнатній температурі така реакція проходить досить повільно. Для такого модифікування вміст карбамідо-формальдегідних смол у суміші має становити 25-35 % (вміст менше 20 % негативно впливає на водостійкість).
ПВАД модифіковані епоксидними смолами характеризуються кращими фізико-механічними і технологічними показниками порівняно зі звичайними ПВА дисперсіями і мають кращу адгезію до різноманітних матеріалів, підвищену міцністю, водо- і теплостійкість з'єднань. Кількість введеної епоксидної смоли повинна становити 15-20 %.

## В Україні
В Україні випускаються в основному пластифікованими. Пластифікаторами служать дибутилфталат, рідше дибутилсебаціанат. Випускаються в основному однокомпонентні клеї на основі ПВА дисперсії. Основним виробником в Україні є ЗАТ «Сєвєродонецьке об'єднання АЗОТ». Найбільшого поширення набули такі торгові марки, як ПВА-М (ТУ В 6-05761672.120-97) та ПВА-МБ (ТУ В 24 6-05761672-170-2001). Згадані клеї використовуються у будівництві, при виготовленні столярно-будівельних виробів, для склеювання масивної деревини, деревинностружкових та деревинноволокнистих плит, фанери, деревинношаруватого пластику, шипових з'єднань, для личкування крайок і пластей щитових деталей натуральним шпоном, склеювання паперу, картону, скла, порцеляни, шкіри, тканин, для приклеювання лінолеуму, облицювальних плиток.

## У світі
В широкому вжитку двокомпонентні полівінілацетатні клеї, до складу яких входить полівінілацетатна дисперсія і затверджувач. Як затверджувач використовуються низькомолекулярні слабокислі продукти конденсації резорцину з формальдегідом (співвідношення дисперсія-затверджувач становить 5:1) чи водні розчини кислот (дисперсія-затверджувач 20:1). Отримані таким чином клеї забезпечують стійкість з'єднань деревини до дії киплячої та холодної води відповідно. 

Розповсюдженими є також двокомпонентні клейові композиції на основі полівінілацетатної дисперсії, в яких затверджувач є багатокомпонентною сполукою. Такі клеї забезпечують підвищену водо- і атмосферостійкість клеєної деревини порівняно зі звичайними ПВАД. Прикладами таких клеїв є цілий ряд композицій таких фірм, як Rakoll, Каскол, Klebchemie (торгова марка Kleiberit), Jowat (торгова марка «Йоваколь»: Jowaccol 102.20, Jowaccol 102.21 та ін.).
Використовуються також однокомпонентні клеї, які являють собою дисперсії співполімерів вінілацетату з такими мономерами як етилен, малеїнати і ін. Перевагою цих клейових композицій порівняно з двокомпонентними є те, що вони не містять кислих затверджувачів які негативно впливають на деревину. Також такі клеї не вимагають додаткової пластифікації, але стійкість такого з'єднання до впливу води відповідає двокомпонентним ПВА клеям. Виготовляються такі клеї в основному фірмами Rakoll, Jowat та ін.
Двокомпонентні і однокомпонентні клеї на основі співполімерів вінілацетату з етиленом і малеїнатами в деревообробній промисловості дає змогу розширити сфери їх застосування: в каширування плитних матеріалів; ламінуванні; при виготовленні MDF і ін. Ці клеї мають хороші адгезійні властивості до пластмас, через що використовуються при склеюванні полімерних матеріалів в меблевому виробництві. Клейові з'єднання на основі однокомпонентних (дисперсії співполімерів ПВА і мономерів) і двокомпонентних композицій на основі ПВА дисперсії володіють кращими експлуатаційними характеристиками порівняно зі з'єднаннями на основі звичайних ПВА дисперсій.